# Chamaecyparis
Chamaecyparis là một chi thực vật hạt trần thuộc họ Hoàng đàn (Cupressaceae). Đây là những loài cây bản xứ miền Đông Á (Nhật Bản và Đài Loan) và một số vùng Hoa Kỳ. Tên chi ghép từ hai từ tiếng Hy Lạp cổ đại: khamai (χαμαί), nghĩa là "trên mặt đất", và kuparissos (κυπάρισσος) nghĩa "hoàng đàn/bách".
Đây là những loài cây gỗ thường xanh cỡ trung bình đến lớn, cao 20–70 m (66–230 ft), với tán lá thưa. Có hai loại lá, lá non dạng kim ở cây non một năm tuổi trở xuống và lá dạng "vảy" ở cây lớn hơn. Quả nón hình cầu hay ovan, với 8-14 vảy; mỗi vảy có 2-4 hạt nhỏ.
Loài
1. Chamaecyparis formosensis Matsum. - Đài Loan
2. Chamaecyparis lawsoniana (A.Murray) Parl. - California, Oregon, Washington
3. Chamaecyparis obtusa (Siebold & Zucc.) Endl. - Nhật Bản
4. Chamaecyparis pisifera (Siebold & Zucc.) Endl. - Honshu, Kyushu
5. Chamaecyparis taiwanensis Masam. & Suzuki - Đài Loan
6. Chamaecyparis thyoides (L.) Britton - miền Đông Hoa Kỳ (Mississippi đến Maine)

Chamaecyparis taiwanensis lắm khi được coi là một giống C. obtusa (với tên C. obtusa var. formosana).
Chi Fokienia đôi lúc được gộp vào Chamaecyparis, trong trường hợp đó danh sách trên có thêm Chamaecyparis hodginsii (=Fokienia hodginsii). Trái lại, một loài từng nằm trong Chamaecyparis, mang tên Chamaecyparis nootkatensis, mà nay hoặc nằm sang chi riêng Xanthocyparis (tên mới Xanthocyparis nootkatensis) hoặc đưa về chi Cupressus (Cupressus nootkatensis) dựa trên cơ sở di truyền và hình thái.
Ngoài ra, còn một số loài nữa ghi nhận trong hoá thạch:
- †Chamaecyparis eureka - giữa Eocen, đảo Axel Heiberg, Canada.
- †Chamaecyparis linguaefolia - đầu-giữa Oligocene, Colorado, Hoa Kỳ.
- †Chamaecyparis ravenscragensis (=Fokienia ravenscragensis).

Các loài Chamaecyparis là cây chủ cho ấu trùng vài loài cánh vảy, như Eupithecia pusillata và Panolis flammea.

## Trồng và công dụng
Bốn loài (C. lawsoniana, C. obtusa, C. pisifera, C. thyoides) có vai trò nhất định trong ngành cây cảnh; hàng trăm giống ra đời nhờ tuyển chọn đặc điểm, như kích thước nhỏ, màu sắc tán lá (vàng, xanh, bạc) hay sự lưu giữ kiểu lá cây non. Ở một số nơi, việc nhân giống phải đối mặt với bệnh rễ thối Phytophthora (C. lawsoniana đặc biệt dễ mắc P. lateralis).
Gỗ mang mùi thơm và có giá trị cao, như ở Nhật Bản, nơi gỗ Chamaecyparis thường dùng để xây đền chùa.